# Pelecinotus intermedia
Pelecinotus intermedia är en insektsart som beskrevs av Bhowmik och Sushill K. Dutta 1965. Pelecinotus intermedia ingår i släktet Pelecinotus och familjen gräshoppor. Inga underarter finns listade i Catalogue of Life.